# Primer Gobierno Fraga
Primer gobierno de Manuel Fraga en la Xunta de Galicia —también denominado I Gobierno Fraga— fue el ejecutivo autonómico constituido tras las elecciones gallegas de 1989, en las que el PPdeG logró la mayoría absoluta. Fraga fue nombrado presidente de la Xunta por el BOE el 2 de febrero de 1990 y tomó posesión el 5 de febrero de 1990.

## Contexto
La victoria del PPdeG en la III Legislatura (1989-1993) permitió a Fraga encabezar su primer gabinete autonómico, sucediendo a Fernando González Laxe. En su primer Consejo, el ejecutivo anunció una reorganización administrativa con supresión de estructuras y unidades, en línea con su programa de racionalización del gasto.

## Investidura y nombramiento
Tras el debate de investidura en el Parlamento de Galicia, Fraga fue designado presidente mediante el Real Decreto 118/1990, de 1 de febrero. La toma de posesión tuvo lugar el 5 de febrero de 1990 en la sede del Parlamento de Galicia, con un acto multitudinario en Santiago de Compostela.

## Composición
La estructura inicial del gabinete, con 11 consejeros, se cerró a finales de enero y fue formalizada tras la toma de posesión. La siguiente relación recoge los departamentos y titulares anunciados entonces:

## Principales líneas de acción
El gabinete anunció desde su primer Consello medidas de racionalización administrativa y reorganización de departamentos, en el marco de un programa orientado a la contención del gasto y a la modernización de la Administración autonómica.

## Cronología
- 2 de febrero de 1990: publicación del Real Decreto de nombramiento del presidente en el BOE.[11]
- 5 de febrero de 1990: toma de posesión de Manuel Fraga como presidente.[12]

## Composición
|                                                  |                                                  |                                                                          |                                                                            |  |
| Primer Gobierno de Manuel Fraga                  |                                                  |                                                                          |                                                                            |  |
| 6 de febrero de 1990 - 11 de diciembre de 1993   |                                                  |                                                                          |                                                                            |  |
|                                                  | Partido Popular de Galicia                       |                                                                          |                                                                            |  |
|                                                  | Centristas de Galicia                            |                                                                          |                                                                            |  |
|                                                  | Independiente                                    |                                                                          |                                                                            |  |
| Presidente                                       | Presidente                                       |                                                                          | Manuel Fraga Iribarne 6 de febrero de 1990-11 de diciembre de 1993         |  |
| Presidencia y Administración Pública             | Presidencia y Administración Pública             |                                                                          | Dositeo Rodríguez Rodríguez 6 de febrero de 1990-11 de diciembre de 1993   |  |
| Economía y Hacienda                              | Economía y Hacienda                              |                                                                          | José Antonio Orza Fernández 6 de febrero de 1990-11 de diciembre de 1993   |  |
| Ordenación de Territorio y Obras Pública         | Ordenación de Territorio y Obras Pública         |                                                                          | Xosé Cuíña Crespo 6 de febrero de 1990-11 de diciembre de 1993             |  |
| Educación y Ordenación Universitaria             | Educación y Ordenación Universitaria             |                                                                          | Juan Piñeiro Permuy 6 de febrero de 1990-11 de diciembre de 1993           |  |
| Industria y Comercio                             | Industria y Comercio                             |                                                                          | Juan José Fernández García 6 de febrero de 1990-11 de diciembre de 1993    |  |
| Trabajo y Servicios Sociales                     | Trabajo y Servicios Sociales                     |                                                                          | Manuel Pérez Álvarez 6 de febrero de 1990-26 de abril de 1991              |  |
| Trabajo y Servicios Sociales                     | Trabajo y Servicios Sociales                     | José Antonio Gil Sotres 26 de abril de 1991-11 de diciembre de 1993      |                                                                            |  |
| Agricultura, Ganadería y Política Forestal       | Agricultura, Ganadería y Política Forestal       |                                                                          | José Manuel Romay Beccaría 6 de febrero de 1990-15 de octubre de 1991      |  |
| Agricultura, Ganadería y Política Forestal       | Agricultura, Ganadería y Política Forestal       | Tomás Pérez Vidal 15 de octubre de 1991-11 de diciembre de 1993          |                                                                            |  |
| Cultura                                          | Cultura                                          |                                                                          | Daniel Barata Quintas 6 de febrero de 1990-11 de diciembre de 1993         |  |
| Sanidad                                          | Sanidad                                          |                                                                          | Manuel Montero Gómez 6 de febrero de 1990-15 de octubre de 1991            |  |
| Sanidad                                          | Sanidad                                          | José Manuel Romay Beccaría 15 de octubre de 1991-11 de diciembre de 1993 |                                                                            |  |
| Pesca, Marisqueo y Acuicultura                   | Pesca, Marisqueo y Acuicultura                   |                                                                          | Enrique López Veiga 6 de febrero de 1990-15 de octubre de 1991             |  |
| Relaciones Institucionales Portavoz del Gobierno | Relaciones Institucionales Portavoz del Gobierno |                                                                          | Víctor Manuel Vázquez Portomeñe 6 de febrero de 1990-15 de octubre de 1991 |  |